# Mel Smith
Melvyn Kenneth „Mel“ Smith (* 3. Dezember 1952 in London; † 19. Juli 2013 ebenda) war ein britischer Autor, Komiker, Schauspieler, Produzent und Regisseur.

## Leben
Schon während seiner Zeit an der Universität in Oxford produzierte und inszenierte er Theaterstücke. Anschließend war er von 1979 bis 1982 als Schreiber für die satirische Fernsehsendung Not the Nine O’Clock News der BBC2 zuständig, bei der er zusammen mit Rowan Atkinson, Pamela Stephenson und Griff Rhys Jones spielte. Von 1982 bis 1998 spielte Mel Smith zusammen mit Griff Rhys Jones in insgesamt 27 Episoden der Comedy-Serie Alas Smith & Jones (ab 1989 nur noch Smith & Jones, in deutschen dritten Programmen Auweia! Smith & Jones). Der Titel war eine Anspielung auf die US-Serie Alias Smith und Jones.
Auf dem Wohltätigkeitskonzert Live Aid am 13. Juli 1985 kündeten sie als MPS im Wembley-Stadion Queen an. In der Verfilmung des Romans Puppenmord nach dem gleichnamigen Roman von Tom Sharpe spielten Mel Smith und Griff Rhys Jones die Hauptrollen.
Am 19. Juli 2013 starb Smith in seinem Londoner Haus an den Folgen eines Herzinfarkts.

## Werk

### Regiearbeiten
- 1989: Das lange Elend (The Tall Guy)
- 1994: Radioland Murders – Wahnsinn auf Sendung (Radioland Murders)
- 1997: Bean – Der ultimative Katastrophenfilm (Bean)
- 2001: Verbrechen verführt (High Heels and Low Lifes)
- 2003: Blackball

### Als Darsteller (Auswahl)
- 1983: Ein tollkühner Himmelhund (Bullshot)
- 1985: Hilfe, die Amis kommen (National Lampoon’s European Vacation)
- 1985: Die irre Bruchlandung der Außerirdischen (Star Cracks)
- 1987: Die Braut des Prinzen (The Princess Bride)
- 1989: Puppenmord (Wilt)
- 1989: Die Wölfe von Willoby (The Wolves of Willoughby Chase)
- 1992: Drei lahme Enten (Brain Donors)
- 1996: Was ihr wollt (Twelfth Night)
- 2006: Hustle – Unehrlich währt am längsten (Hustle, Fernsehserie, Folge 3x1)
- 2006: Agatha Christie’s Marple (Fernsehserie, 1 Folge)
- 2011: My Angel